# Рыновка
Рыновка — хутор в Тарасовском районе Ростовской области.
Входит в состав Курно-Липовского сельского поселения.

## Население
| 2010 |
| ---- |
| 97   |

## Улица
На хуторе имеются улица Донская и переулок Молодёжный.